# Laura Anglade
Laura Anglade (* um 1995) ist eine französisch-amerikanische Jazzmusikerin (Gesang).

## Leben und Wirken
Anglade, die aus Brousse-le-Château stammt, hat französische und amerikanische Wurzeln. Sie wuchs in Connecticut in einer musikalischen Familie auf und fand schon früh Inspiration zum Jazzgesang, als sie ihren Idolen zuhörte, darunter Ella Fitzgerald, Carmen McRae, Sarah Vaughan und Anita O’Day. Mit 16 Jahren veröffentlichte sie ein Video auf der Plattform Youtube mit einer Interpretation des Cole-Porter-Songs „You’d Be So Nice to Come Home To“. Mit 18 Jahren zog sie zum Sprachstudium nach Montreal.
Ihre Karriere begann sie in der Montréaler Jazzszene, indem sie auf mehreren Jazzfestivals in der Region und regelmäßig in lokalen Jazzclubs in der Stadt aufgetreten ist. 2019 erschien ihr Debütalbum I've Got Just About Everything, mit Liedern des Great American Songbook wie „I'm Glad There Is You“, „Dearly Beloved“, „Exactly Like You“ und „Three Little Words“. Im Bereich des Jazz arbeitete sie auch mit Musikern wie David Lahm, Ranee Lee, Andre White, Jean-Michel Pilc und Alec Walkington.
Begleitet von Alex Goodman (Gitarre) und Rick Rosato (Bass) nahm Anglade im Duo mit der Sängerin Martina DaSilva die Single „Autumn Leaves/I’ll Be Seeing You“ (2022) ein. Ihr zweites Album, Venez donc chez moi (Justin Time Records, 2022), aufgenommen mit dem Montrealer Gitarristen Sam Kirmayer (sowie dem New Yorker Akkordeonisten Benjamin Rosenblum auf zwei Tracks), ist eine Hommage an ihre französische Identität. Es ist eine Mischung aus zwei Welten, der des französischen Chansons und des Jazz, mit Stücken, die durch Maurice Chevalier, Boris Vian, Edith Piaf und Jacques Brel bekannt wurden. Anglade tourte in Nordamerika und Europa. Auch trat sie 2022 beim London Jazz Festival auf. Sie lebt heute in Toronto.
Anglades Album Venez donc chez moi wurde bei den Juno Awards 2023 in der Kategorie Bestes Jazzgesangsalbum des Jahres nominiert. Mit dem Orchestre National de Jazz de Montréal interpretierte sie 2022 Werke von Jerome Kern.